# Fiastra
Fiastra település Olaszországban, Marche régióban, Macerata megyében. Lakosainak száma 610 fő (2023. január 1.). Fiastra Camerino, Cessapalombo, Valfornace, Sarnano, Acquacanina és San Ginesio községekkel határos.

## Népesség
A település lakossága az elmúlt években az alábbi módon változott:
| Lakosok száma | 544  | 656  | 610  |
|               | 2017 | 2018 | 2023 |